# Terapia dell'avversione
La terapia dell'avversione è una forma di trattamento psicologico nel quale il paziente è esposto a uno stimolo e simultaneamente assoggettato a qualche forma di disagio. Questo condizionamento è preordinato a causare nel paziente l'associazione di uno stimolo con una sensazione spiacevole, allo scopo di far cessare un comportamento indesiderabile.
Terapie di questo tipo possono consistere, per esempio, nel collocare sostanze disgustose sulle dita per scoraggiare l'onicofagia, o nell'accoppiare l'uso di un emetico alla vista e al gusto dell'alcol (per contrastare l'etilismo); questo trattamento opera sul paziente portandolo a collegare un certo comportamento con la somministrazione di scariche elettriche di varia intensità.

## La terapia dell'avversione contro l'assuefazione
Oggi la terapia dell'avversione viene solitamente utilizzata al fine di eliminare la dipendenza dall'alcol o dalle droghe, ma anche dal gioco d'azzardo. Questa forma di trattamento è in uso ininterrottamente dal 1932. L'argomento è discusso nell'ottavo capitolo di uno studio del 2003 pubblicato da American Society of Addiction Medicine e intitolato Principles of Addiction Medicine.

## La terapia dell'avversione e l'omosessualità
In una serie di esperimenti del 1966, lo psicologo Martin E.P. Seligman tentò di utilizzare la terapia dell'avversione per cambiare l'orientamento da omosessuale a eterosessuale in un campione di uomini. Benché ritenne in un primo momento che l'esperimento avesse avuto successo, Seligman notò successivamente che i risultati erano invece parziali: la maggior parte degli uomini in cui i comportamenti omosessuali si erano arrestati era difatti bisessuale, mentre negli uomini dall'orientamento strettamente omosessuale la terapia aveva avuto molto meno successo.
A partire dalla terza revisione del manuale diagnostico e statistico dei disturbi mentali (DSM-III), nel 1974 viene infine rimossa l'omosessualità dalla classificazione psicopatologica.
La American Psychological Association, preoccupata per i tentativi di promozione dell'idea che l'orientamento omosessuale possa essere alterato, in una risoluzione del 5 agosto 2009 sottolinea inoltre come l'omosessualità non sia più un disordine mentale dal 1974, anno dal quale l'associazione APA si è opposta allo 'stigma, al pregiudizio, alla discriminazione e alla violenza sulla base dell'orientamento sessuale', e sottolinea come le attrazioni sessuali, romantiche, sentimentali e comportamentali volte a persone dello stesso sesso siano variazioni normali e positive della sessualità umana.
L'impegno viene inoltre ribadito dal Consiglio Nazionale dell'Ordine degli Psicologi, il quale in un comunicato stampa del 23 agosto 2013 riporta quanto segue: "gli psicologi, secondo il Codice Deontologico, non possono prestarsi ad alcuna "terapia riparativa" dell'orientamento sessuale di una persona, bensì [devono] collaborare con i propri pazienti nel caso di disagi relativi alla sfera sessuale siano essi avvertiti dagli eterosessuali così come dagli omosessuali."

## Riferimenti nel cinema
Nel film Arancia meccanica di Stanley Kubrick il protagonista viene sottoposto alla terapia dell'avversione tramite emetico mentre viene costretto a vedere immagini di violenza, allo scopo di sopprimere i suoi istinti violenti.
Analogamente, nel quinto episodio della serie "L'ora del Diavolo", fornita dalla piattaforma Amazon Prime, un personaggio viene sottoposto alla terapia con lo stesso fine, associando alla visione di immagini violente, l'odore nauseante di interiora putrefatte.